# 보길동초등학교
보길동초등학교는 대한민국 전라남도 완도군에 있는 공립 초등학교이다.

## 학교 연혁
- 1955년 6월 1일 보길동국민학교 설립 인가
- 1955년 6월 30일 보길동국민학교 개교
- 1956년 4월 1일 보길동국민학교 예작분교 설립 인가
- 1956년 4월 6일 예작분교장 개교
- 1967년 4월 1일 보길동국민학교(예작분교 포함) 도서벽지학교 '을'급 지정
- 1976년 3월 1일 급식학교 지정
- 1981년 1월 27일 병설유치원 개원
- 1986년 1월 1일 보길동국민학교 도서벽지학교 '다'급 조정, 예작분교 도서벽지학교 '나'급 조정
- 1988년 3월 1일 예송국민학교 분교장 격하 편입
- 1990년 3월 1일 특수학급 개설 인가
- 1996년 3월 1일 보길동초등학교 개편
- 2001년 1월 1일 예작분교 도서벽지학교 '가'급 조정
- 2001년 9월 1일 예송분교장 폐교 및 보길초등학교 통폐합
- 2016년 6월 17일 보길동초등학교 도서벽지학교 '라'급 조정
- 2019년 3월 1일 예작분교장 폐교 및 보길초등학교 통폐합

## 참고 자료
- 보길동초등학교 - 한국교육학술정보원 학교알리미